# Tin Men
Tin Men (alternativ: Tin Men – Zwei haarsträubende Rivalen) ist eine US-amerikanische Filmkomödie von Barry Levinson aus dem Jahr 1987.

## Handlung
Tin Men sind „Blechverkäufer“, Vertreter, die mit den in den 50er und 60er Jahren in Amerika sehr beliebten Aluminium-Fassaden handeln. Mit allen möglichen legalen und illegalen Tricks versuchen sie Hausbesitzer zur Unterschrift unter einen Vertrag zu bringen, um an ihre Provision zu kommen.
Einer der erfolgreichsten in Baltimore im Jahr 1963 ist Bill Babowsky, genannt „B.B.“ (Richard Dreyfuss). Er kauft sich den neuesten Heckflossen-Cadillac um seinen Status zu unterstreichen. Doch kaum fährt er beim Händler vom Hof, kracht ihm ausgerechnet Ernest Tilley (Danny DeVito), ein Tin Man der Konkurrenz, in seinen nagelneuen Wagen.
Die beiden Hitzköpfe geraten sofort aneinander. Ein Kleinkrieg entbrennt, bei dem jeder versucht, Rache zu nehmen. Zuerst toben sie sich an den Autos aus. Schließlich macht sich B.B. an Tilleys Frau Nora (Barbara Hershey) heran. Als Tilley davon erfährt, schmeißt er Noras Sachen auf die Straße. Nun hat B.B. sie dauerhaft bei sich wohnen, was ihm, als eingefleischtem Junggesellen, zuerst gar nicht recht ist. Tilley gerät derweil in immer tiefere Schwierigkeiten. Er hat Steuerschulden und seit Wochen keinen Verkaufsabschluss mehr gelandet.
Die Kollegen von B.B. und Tilley interessieren sich hauptsächlich für Essen, Autos, Pferderennen oder die Fernsehserie Bonanza. Vergeblich versuchen sie, die beiden Streithähne zu versöhnen.
Die finden sich schließlich als Beklagte bei einer Anhörung der „Hausverbesserungskommission“ wieder, die ihnen illegale Tricks nachweist und ihnen die Lizenz zum Verkauf von Aluminiumfassaden entzieht. B.B. ist das nur recht, weil er kurz zuvor miterlebt hat, wie sein langjähriger Partner Moe sich gesundheitlich aufgerieben hat und aus dem Geschäft aussteigen musste.
B.B. und Tilley treffen sich danach auf der Straße. Tilleys Auto wurde von der Steuerfahndung konfisziert. B.B. nimmt ihn in seinem Wagen mit und nun verstehen sie sich auf einmal blendend und schmieden neue Pläne. Seit längerem hat B.B. die Idee, diese komischen kleinen buckligen deutschen Autos in den USA zu vertreiben.

## Kritiken
Roger Ebert schrieb in der Chicago Sun-Times vom 6. März 1987, der Stil des Films erinnere an die „inspirierte Komödie“ Levinsons American Diner. Der Film sei auch in seinen ruhigeren Teilen witzig; gute Scherze würden immer ein wenig wehtun.
Das Lexikon des internationalen Films schrieb, der Film sei eine „hintergründige Komödie“, die „turbulent“, „witzig“ und „liebevoll in der Personenbeschreibung“ sei. Die Komödie entwickle sich zu einer „Tragikomödie mit satirischen Seitenhieben auf die amerikanische Geschäftswelt“.
Die Deutsche Film- und Medienbewertung FBW in Wiesbaden verlieh dem Film das Prädikat wertvoll.

## Hintergrund
Der Film wurde in Baltimore gedreht. Seine Produktionskosten betrugen schätzungsweise 11 Millionen US-Dollar. Der Film spielte in den Kinos der USA ca. 25,4 Millionen US-Dollar ein.

## Trivia
Im Film, der 1963 spielt, treten auch die Fine Young Cannibals mit ihren Hit ´Good Thing´ in einem Nachtclub auf. Der soulige Stil passt entsprechend gut zur Zeit der Handlung.